# Stenus bimaculatus
Stenus bimaculatus es una especie de escarabajo del género Stenus, familia Staphylinidae. Fue descrita científicamente por Gyllenhal en 1810.
Habita en Inglaterra. Se alimenta en zonas y áreas abiertas pero húmedas.

## Descripción
Tiene una longitud de 6-7 mm. Posee dos manchas amarillentas en los élitros, patas bicolores (negro con amarillo).

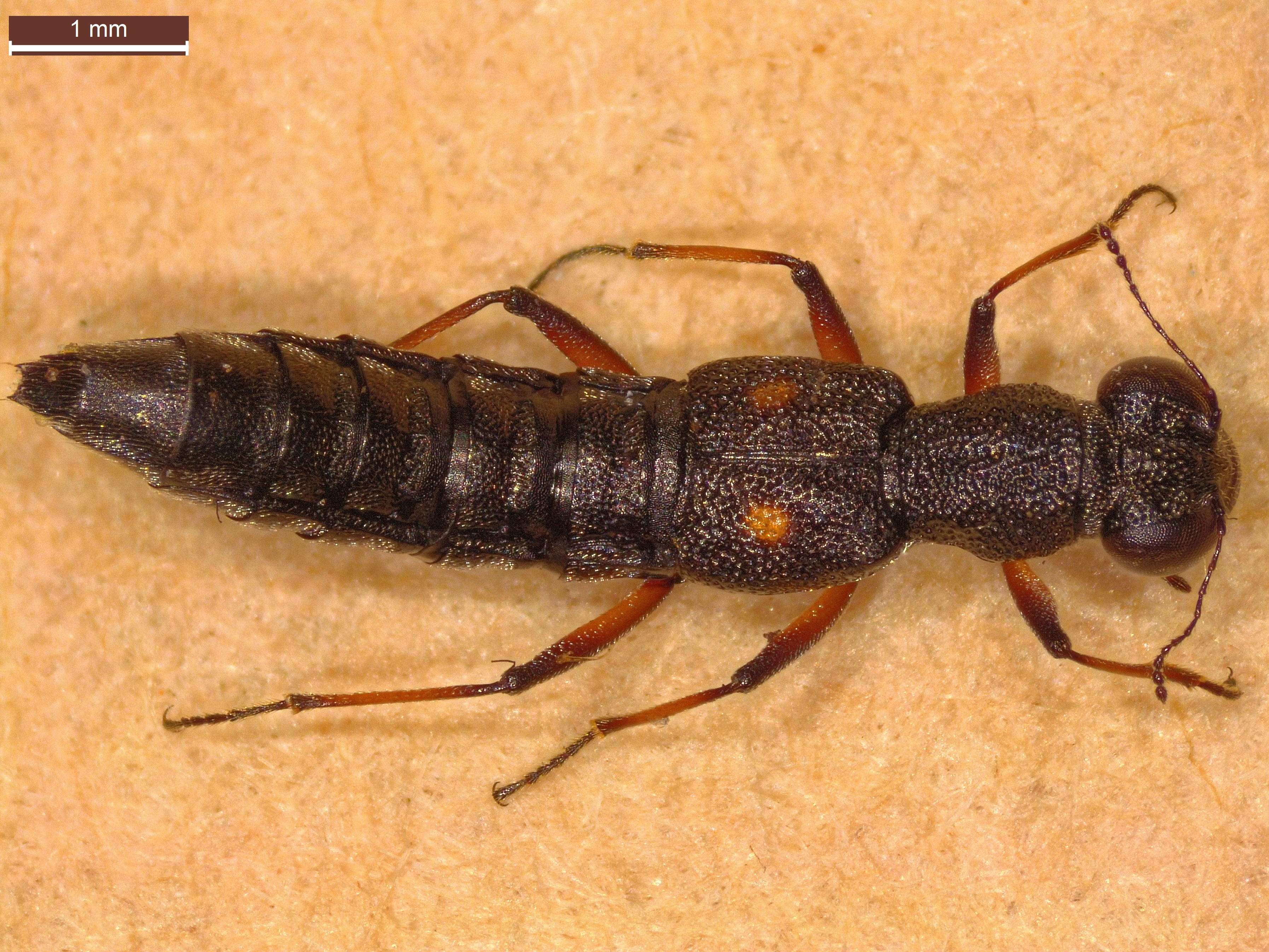
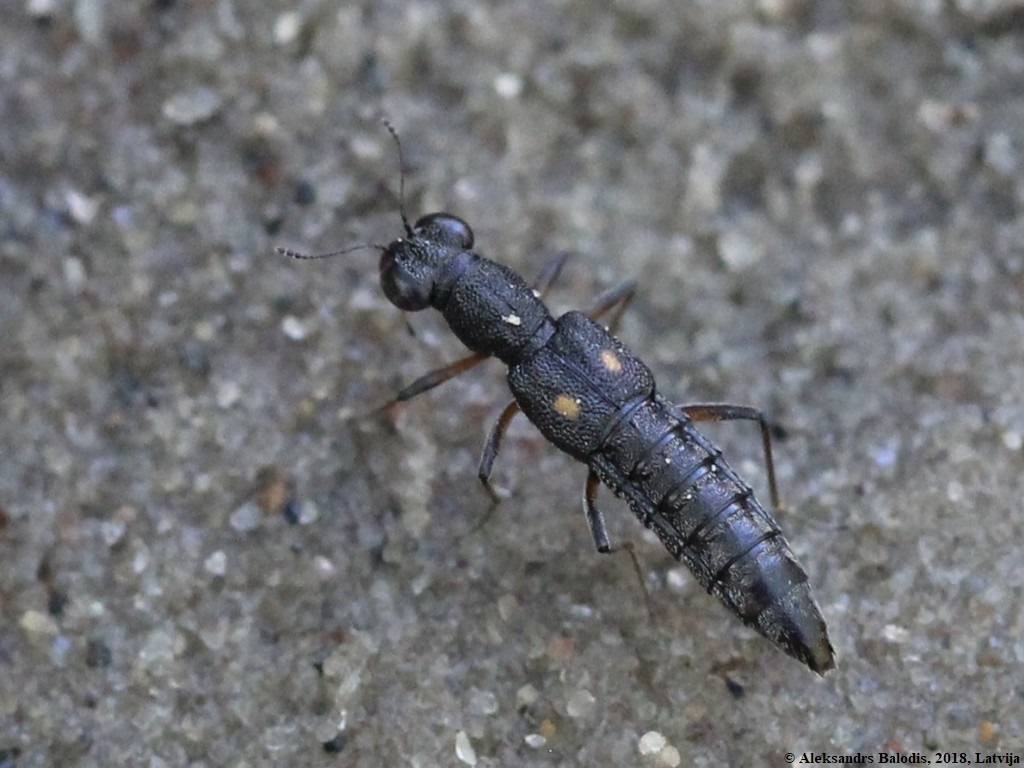
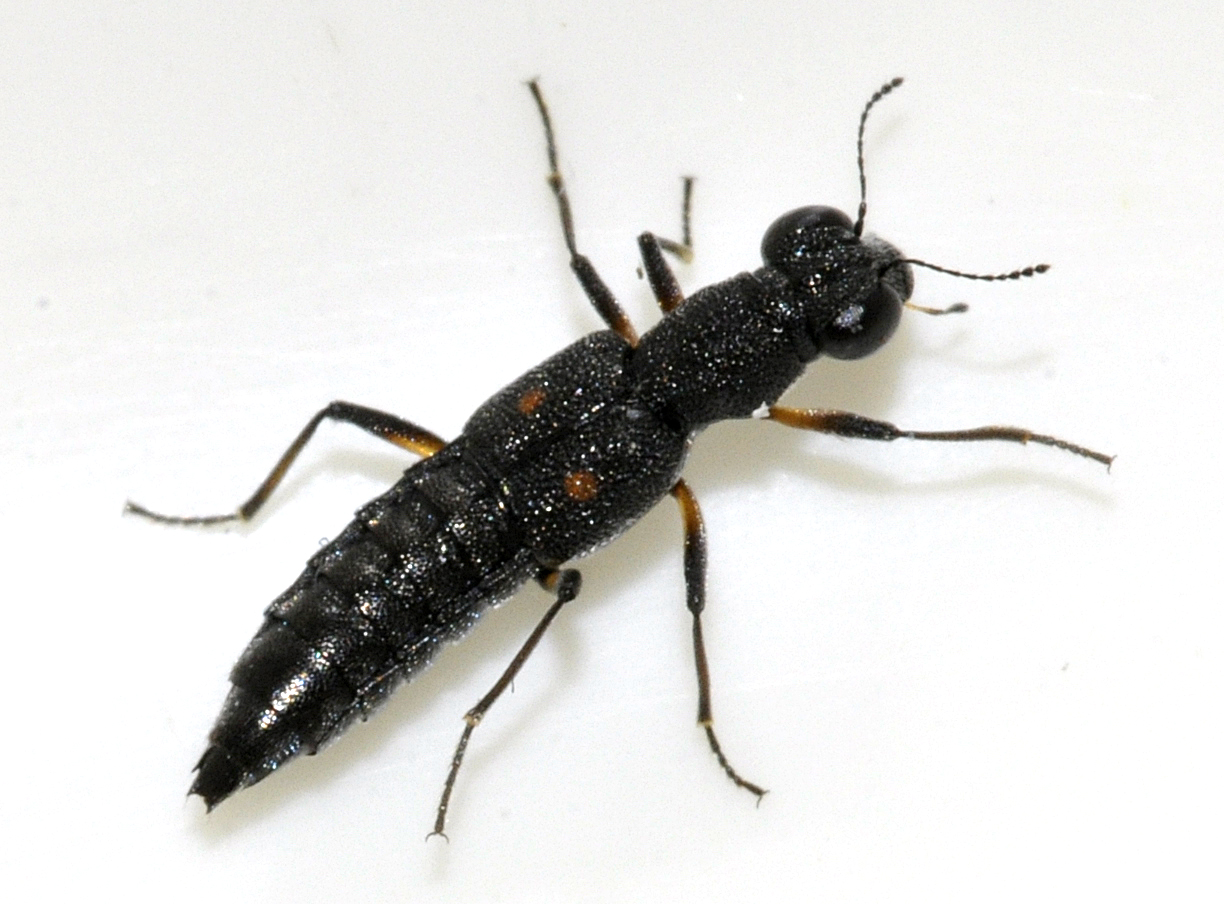
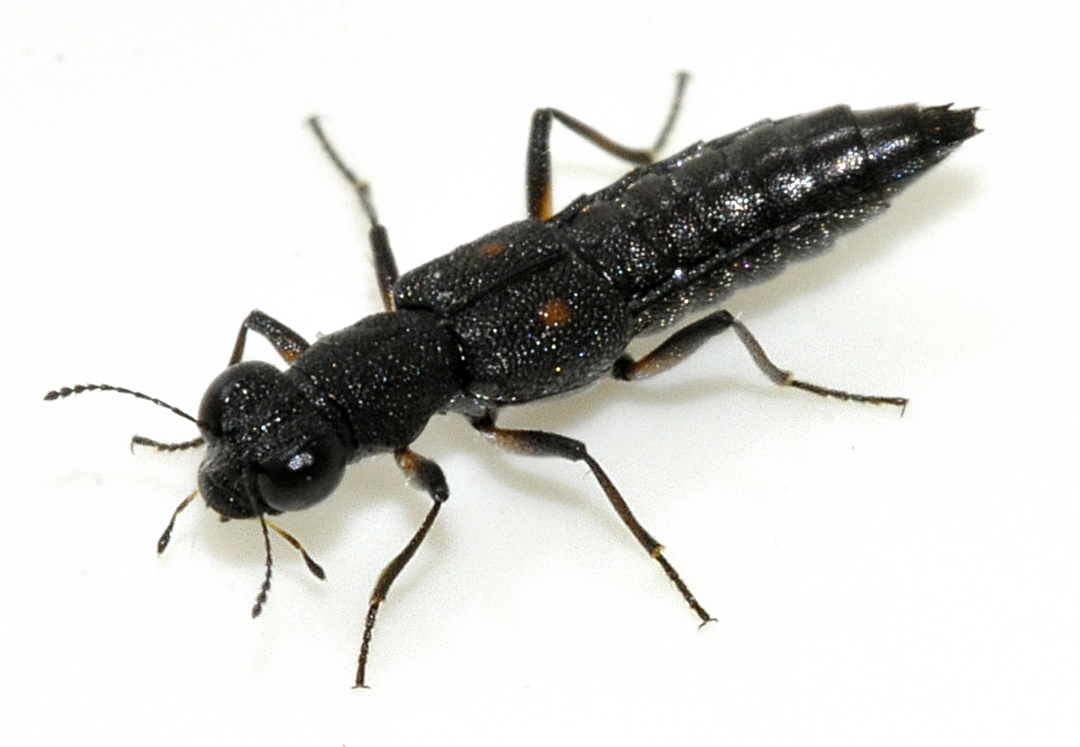